# Timiaouine
Timiaouine (in caratteri arabi: تيمياوين) è una città dell'Algeria facente parte del distretto di Bordj Badji Mokhtar, nella provincia di Bordj Badji Mokhtar.